# Детектор переходного излучения
Детектор переходного излучения (ДПИ), Transition Radiation Detector (TRD) — детектор быстрых заряженных частиц, который регистрирует переходное излучение, испускаемое релятивистской частицей при пересечении ею границы раздела сред с различной диэлектрической проницаемости.

## Составные части ДПИ
Детектор переходного излучения состоит из двух частей:
- радиатор
- детектор, регистрирующий фотоны, испускаемые релятивистской частицей в радиаторе.

### Радиатор
Радиатор представляет собой регулярную стопку, содержащую несколько сотен тонких (5-100 мкм) полипропиленовых плёнок или фольг, расстояние между которыми 0,1-2 мм ― это слоистый радиатор. Такие радиаторы чаще всего используют в детекторах переходного излучения.
Существуют также пористые радиаторы. В качестве пористых радиаторов применяют гранулированный гидрид лития, лёгкий пенопласт, полипропиленовое или углеродное волокно. Толщина фольги (волокна) и ширина зазоров должны удовлетворять требованиям к длине формирования переходного излучения. Правильно подобранный нерегулярный (пористый) радиатор генерирует всего на 10-15 % меньше фотонов переходного излучения, чем регулярный слоистый радиатор из того же материала.
Для того, чтобы детектор зарегистрировал фотон, испускаемый релятивистской частицей в радиаторе, необходимо, чтобы радиатор эффективно генерировал и в то же самое время слабо поглощал переходное излучение.

### Детектор
В роли детектора, регистрирующего фотоны, испускаемые релятивистской частицей в радиаторе, могут использоваться фотоэлектронные умножители, пропорциональная камера, фотодиод SiPM (англ. Silicon photomultiplier).